# Robert Fricke (Mathematiker)
Karl Emanuel Robert Fricke (* 24. September 1861 in Helmstedt; † 18. Juli 1930 in Bad Harzburg) war ein deutscher Mathematiker, der sich in enger Zusammenarbeit mit Felix Klein mit Funktionentheorie beschäftigte.

## Leben und Wirken
Fricke wuchs in Braunschweig als zweites von vier Kindern eines Beamten auf und machte dort 1880 am Martino-Katharineum das Abitur. Danach studierte er Physik, Mathematik und Philosophie an den Universitäten Göttingen, Zürich (Sommer 1881), Berlin, Straßburg und ab Wintersemester 1883 bei Felix Klein in Leipzig. 1885 legte er dort sein Lehramtsexamen ab und promovierte im selben Jahr mit der Arbeit Über Systeme elliptischer Modulfunktionen von niederer Stufenzahl. Nach der Promotion arbeitete er zunächst als Gymnasiallehrer an zwei Braunschweiger Gymnasien und dann unter Beurlaubung vom regulären Schuldienst als Privatlehrer der Söhne des Prinzen Albrecht von Preußen, des damaligen Regenten von Braunschweig. Das ließ ihm Zeit für mathematische Forschungen, und er schloss sich wieder eng an Felix Klein an, der 1886 Professor im nahen Göttingen geworden war. Ab 1887 begannen beide die Zusammenarbeit an einer zweibändigen Monographie über Elliptische Modulfunktionen, die 1890 und 1892 erschien. 1891 habilitierte er sich an der Universität Kiel (mit dem ersten Band der Elliptischen Modulfunktionen), im September 1892 wurde er Privatdozent in Göttingen. Am 1. April 1894 erfolgte seine Berufung als Professor für Höhere Mathematik an die Technische Hochschule Carolo-Wilhelmina zu Braunschweig. Von 1904 bis 1906 und von 1921 bis 1923 war er Rektor der TU Braunschweig. Sein Nachfolger in Braunschweig nach seinem Tod 1930 wurde Kurt Friedrichs.
In Braunschweig war Fricke für die mathematische Ausbildung von Studenten der Ingenieurwissenschaften zuständig, eine Aufgabe, die er sehr ernst nahm, wie eine Debatte in den 1890er Jahren über die Relevanz der Höheren Mathematik (Analysis) in der Anfängerausbildung der Ingenieure zeigt, die einige Professoren ganz abschaffen wollten. Fricke vertrat den gegenteiligen Standpunkt und übersetzte zu diesem Zweck zusammen mit Fritz Süchting ein Lehrbuch des Engländers John Perry (1850–1920) Calculus for engineers ins Deutsche.
Auch seine freundschaftliche Zusammenarbeit mit Felix Klein blieb bis zu Kleins Tod 1925 bestehen. Gemeinsam ließen sie der Monographie über Modulfunktionen eine über automorphe Funktionen folgen, wobei diesmal Fricke die Hauptautorschaft hatte. Fricke heiratete 1894, Eleanora Flender (1873–1912), eine Nichte von Felix Klein. Mit ihr hatte er zwei Kinder. 1925 heiratete er ein zweites Mal mit Emmy Lämmerhirt (1877–1952), einer Tochter von Alfred Lämmerhirt, welche Beziehung kinderlos blieb.
Fricke arbeitete dort auch die Ideen von Henri Poincaré, dem großen Konkurrenten Kleins auf dem Gebiet der automorphen Funktionen (der aber sich damals schon anderen Gebieten zugewandt hatte), ein (Poincaré-Reihen), teilweise unter Verwendung der Arbeit des früh verstorbenen Klein-Schülers Ernst Ritter (1867–1895). Der Grund für die Verzögerung des letzten Bandes waren unter anderem die erst in den 1910er Jahren erzielten Fortschritte bei der Uniformisierungstheorie, insbesondere in Hinblick auf strengere topologische Grundlagen.
Fricke verfasste auch die Abschnitte über automorphe und elliptische Funktionen in der Enzyklopädie der mathematischen Wissenschaften, erschienen 1913. Bei Fricke finden sich auch erste Ansätze zu dem, was später als Teichmüller-Theorie bekannt wurde.
Fricke war auch an Gruppentheorie interessiert, in erster Linie bedingt durch sein Studium automorpher Funktionen – nach Jeremy Gray liegen in diesen Untersuchungen von Klein und Fricke die Wurzeln der Galoistheorie der Funktionenkörper. Die Monographien über elliptische Modulfunktionen und automorphe Funktionen bilden die Fortsetzung von Felix Kleins Vorlesungen über das Ikosaeder (1884 erschienen), in der er geometrische, funktionentheoretische und gruppentheoretische Ideen verbindet. Die Monographie über Modulfunktionen von Fricke und Klein enthält auch kurze Ausführungen zur Galoistheorie, auf die Fricke in seinem Algebra-Lehrbuch 1924 (das auf Heinrich Webers Algebra beruht) zurückkommt. Das hohe Ansehen, das Fricke unter den zeitgenössischen Mathematikern genoss, zeigt sich unter anderem an einem Briefwechsel mit William Burnside, dem englischen Pionier der Gruppentheorie, in welchem sich die erste schriftliche Erwähnung des Burnside-Problems finden lässt.
Er gab mit Øystein Ore und Emmy Noether die Gesammelten Werke von Richard Dedekind, seinem Vorgänger in Braunschweig, heraus und plante auch eine Biographie von Dedekind, sie blieb aber bei seinem Tod, der ihn auch nicht mehr das Erscheinen der Werke Dedekinds erleben ließ, unvollendet. Mit H. Vermeil, Erich Bessel-Hagen und Alexander Ostrowski gab er von 1921 bis 1923 die Gesammelten Werke seines Lehrers Felix Klein heraus.
Im Jahr 1900 wurde er zum Mitglied der Leopoldina gewählt. 1904 wurde er zum korrespondierenden Mitglied der Göttinger Akademie der Wissenschaften gewählt. 1920 war er Präsident der Deutschen Mathematiker-Vereinigung. Nach ihm benannt ist der Fricke-Raum, der Modulraum hyperbolischer Metriken auf einer Fläche oder äquivalent der diskreten, treuen Darstellungen einer Flächengruppe in die Isometriegruppe der hyperbolischen Ebene.

## Schriften
- mit Felix Klein: Vorlesungen über die Theorie der elliptischen Modulfunktionen. 2 Bände, Teubner, Leipzig 1890, 1892.
- mit Felix Klein: Vorlesungen über die Theorie der automorphen Funktionen. 2 Bände, Teubner, Leipzig 1897, 1912.
- Die elliptischen Funktionen und ihre Anwendungen. Teubner, Band 1 (Die funktionentheoretischen und analytischen Grundlagen.), Leipzig 1916, Band 2 (Die algebraischen Ausführungen.) Leipzig 1922, Johnson Reprint 1972.[11] Nachdruck Springer Verlag, Berlin 2011, Band 1, ISBN 3-642-19556-3, Band 2, ISBN 3-642-19560-1.
- Clemens Adelmann, Jürgen Elstrodt, Elena Klimenko (Herausgeber): Robert Fricke: Die Elliptischen Funktionen und ihre Anwendungen. Dritter Teil. Anwendungen. Springer Verlag, Berlin 2012 (aus dem Nachlass von Fricke).
- Analytische Geometrie. Teubner, Leipzig 1915.
- Hauptsätze der Differential- und Integral-Rechnung, als Leitfaden zum Gebrauch bei Vorlesungen, zusammengestellt von Dr. Robert Fricke. Vieweg, 5. Auflage 1909.
- Lehrbuch der Differential- und Integralrechnung und ihrer Anwendungen. 2 Bände, Teubner, Leipzig 1918, 1919, 3. Auflage 1921.
- Übersetzung von John Perry: Höhere Analysis für Ingenieure. Teubner, Leipzig 1910.
- Fricke: Über den mathematischen Hochschulunterricht. Jahresbericht DMV 1902
- Fricke, Weber: „Lehrbuch der Algebra“. Band 1. Vieweg, Braunschweig 1924
- Elliptische Funktionen und Automorphe Funktionen. In: Enzyklopädie der Mathem. Wissenschaften